# Italiens MotoGP 2001
Italiens MotoGP 2001 kördes den 3 juni på Autodromo Internazionale del Mugello.

## 500cc

### Slutresultat
| Plats | Förare              | Märke  | Grid | Kvaltid  |
| ----- | ------------------- | ------ | ---- | -------- |
| 1     | Alex Barros         | Honda  | 5    | 1.53,021 |
| 2     | Loris Capirossi     | Honda  | 3    | 1.52,834 |
| 3     | Max Biaggi          | Yamaha | 4    | 1.52,942 |
| 4     | Àlex Crivillé       | Honda  | 6    | 1.53,142 |
| 5     | Haruchika Aoki      | Honda  | 17   | 1.56,390 |
| 6     | Sete Gibernau       | Suzuki | 12   | 1.54,036 |
| 7     | Tohru Ukawa         | Honda  | 9    | 1.53,335 |
| 8     | Shinya Nakano       | Yamaha | 10   | 1.53,406 |
| 9     | Norifumi Abe        | Yamaha | 11   | 1.53,589 |
| 10    | Noriyuki Haga       | Yamaha | 13   | 1.54,091 |
| 11    | José Luis Cardoso   | Yamaha | 14   | 1.54,384 |
| 12    | Jurgen vd Goorbergh | Honda  | 7    | 1.53,241 |
| 13    | Mark Willis         | Pulse  | 21   | 1.58,365 |
| 14    | Valentino Rossi     | Yamaha | 1    | 1.52,554 |
| 15    | Kenny Roberts Jr.   | Suzuki | 2    | 1.52,688 |
| 16    | Jay Vincent         | Pulse  | 16   | 1.55,780 |
| 17    | Barry Veneman       | Honda  | 20   | 1.58,009 |
| 18    | Chris Walker        | Honda  | 15   | 1.54,827 |
| 19    | Anthony West        | Honda  | 18   | 1.57,119 |
| 20    | Carlos Checa        | Yamaha | 8    | 1.53,253 |
| 21    | Johan Stigefelt     | Yamaha | 19   | 1.57,765 |

Valentino Rossi och Kenny Roberts Jr. tog sig inte i mål, och fick därmed inga poäng.